# Anne de Perusse d'Escars de Giury
Anne de Perusse d'Escars de Givry (Parigi, 29 marzo 1546 – Vic-sur-Seille, 19 aprile 1612) è stato un cardinale francese.

## Biografia
Nacque a Parigi il 29 marzo 1546 da Jacques de Perusse, consigliere e ciambellano del re, e Françoise de Longwy, figlia di Jean IV, signore di Givry-on-la-Doux , e Giovanna d'Angouleme, vedova di Philippe de Chabot.
Papa Clemente VIII lo elevò al rango di cardinale nel concistoro del 5 giugno 1596.
Morì il 19 aprile 1612 all'età di 66 anni.

## Successione apostolica
La successione apostolica è:
- Cardinale Armand-Jean du Plessis de Richelieu (1607)